# Morgan Hill
Morgan Hill ist eine Stadt im Santa Clara County im US-Bundesstaat Kalifornien mit 45.483 Einwohnern (Stand: 2020). Das Stadtgebiet hat eine Größe von 30,2 km².
Gegründet am 10. November 1906, wurde die Stadt nach Hiram Morgan Hill benannt, einem Einwohner von San Francisco, der sich dort im Jahre 1884 einen Landsitz gebaut hatte. Von einer Vieh- und Obstbauern-Gemeinde hat sich der Ort zu einer Satellitenstadt für die Hightech-Industrien im Silicon Valley entwickelt. So hat Specialized, ein US-amerikanischer Hersteller von Fahrrädern und Fahrradzubehör, seinen Sitz in Morgan Hill.
Der Umriss des El Toro, eines eigentümlichen Hügels, der die Stadt im Westen überschattet, ist im Siegel und Unternehmenslogo der Stadt erkennbar.

## Söhne und Töchter der Stadt
- Daniel Holloway (* 1987), Bahn- und Straßenradrennfahrer